# تعلم السياقة (فلم)
تعلم السياقة (بالإنجليزية: Learning to Drive) هو فلم كوميدي أمريكي تم إنتاجه في سنة 2014، هو من إخراج المخرجة الإسبانية إيزابيل كويسيت وتأليف ساره كيرنوشان وألتي ألفته من حكاية مقتبسة من مجلة النيويوركر لمقالة من قبل كاثا بوليت، وبطولة باتريسيا كلاركسون بدور ويندي و بن كينغسلي بدور داروان، الفلم يتكلم عن محررة كتب ناجحة تبدأ في أخذ دورس في تعلم سياقة السيارة، وعندها تتعرف بداروان معلم السياقة ذي الأصل السيخي الهندي، بعدها تتطلق من زوجها تيد (جيك ويبر) فتصبح عندها متحررة وتبدأ بعلاقة مع معلم السياقة على الرغم من اختلاف أفكارهما، تم عرض الفلم لأول مرة في مهرجان تورونتو السينمائي الدولي في 2014، وتم إطلاقه في السينما في يوم 21 أغسطس 2014.

## البطولة
- باتريسيا كلاركسون بدور ويندي شايلدس
- بين كنغسلي بدور دروان سينغ تور
- غريس غومر بدور تاشا
- جيك ويبر بدور تيد
- ساريتا شودوري بدور جاسلين
- جون هودغمان بدور كار سالسمان
- سامانثا بي بدور ديبي
- مات سالنغر بدور بيتر
- دانييلا لافيندر بدور ماتا
- مايكل مانتل بدور والد ويندي
- أفي ناش بدور بريت
- براين بورتون بدور طالب سياقة
- نورا هومل بدور ممتحنة سياقة

## روابط خارجية
- مقالات تستعمل روابط فنية بلا صلة مع ويكي بيانات